# Walter Lord
Walter Lord byl osobní automobil továrny Walter, českého výrobce osobních automobilů. Byl představen koncem roku 1932 a jednalo se licenční šestiválec, odvozený z italského typu Fiat 522 L (řada modelů Fiat 522 / 524). Od roku 1931 byl v Itálii dán do výroby Fiat 522 C / L. Současně se objevil těžší model Fiat 524 C / L s výkonem až 40 kW (54 k). Oba typy (522 i 524) byly osazeny stejným motorem Fiat, model 122. Fiat 522 C (corto - krátký) byl vyráběn jako Walter Princ a Fiat 524 L (lungo - dlouhý) jako Walter Lord. Akciová společnost Walter, továrna na automobily a letecké motory“ tak představila poslední automobil, sériově vyráběný v Jinonicích.

## Vznik a vývoj

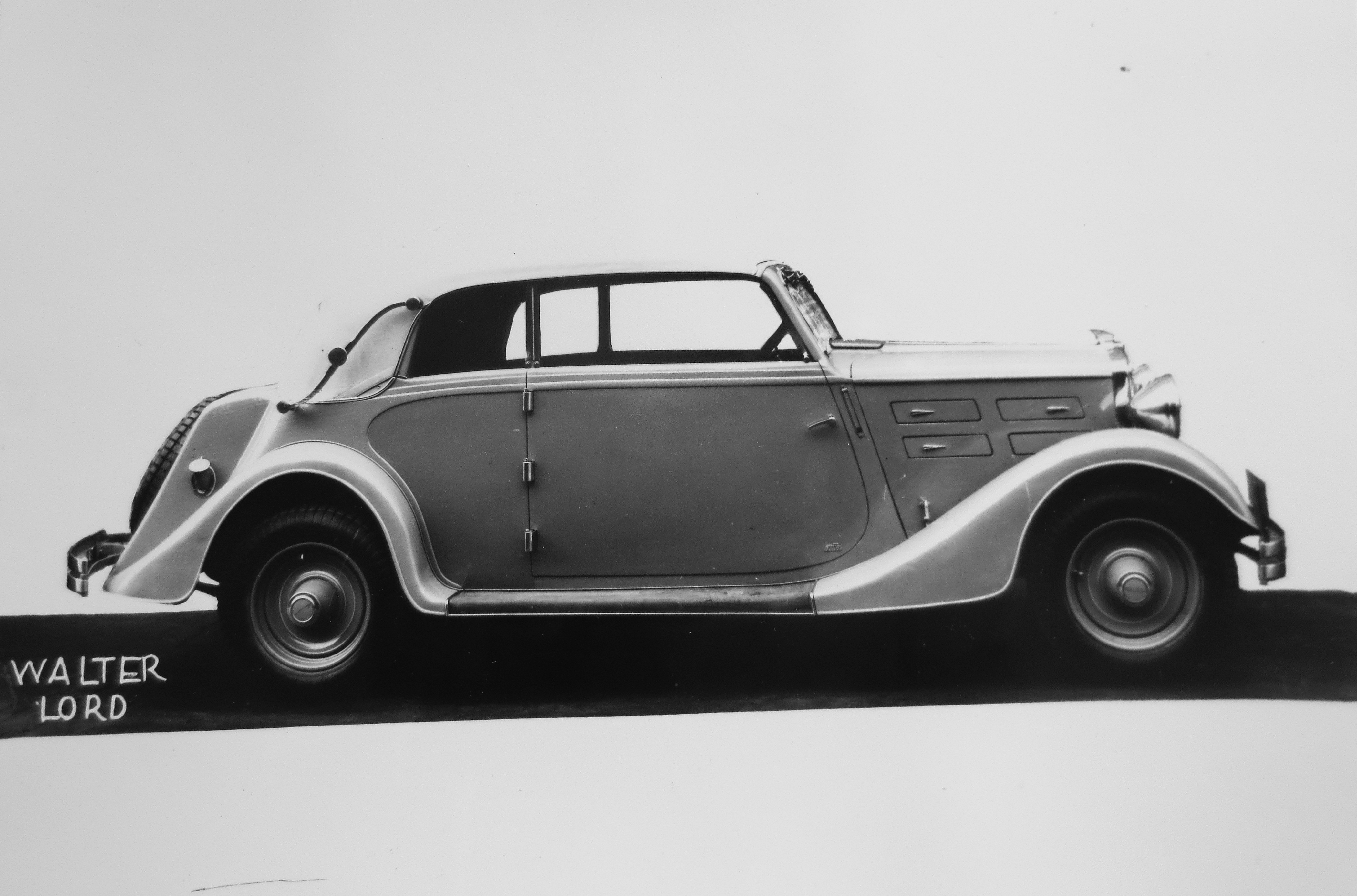
Walter Lord, kabriolet Petera (1934)

„Úsporný (ale ne až tak levný) šestiválec středního obsahu 2,5 litru, s vyšším výkonem, s přepychovou výbavou a vzhled jako u nejdražších vozů. Dokonalé, technicky propracované a moderně vyřešené chassis s pružným a spolehlivým motorem o výkonnosti 55 ks“. Tak byl charakterizován Walter Lord v materiálech výrobce. Výhodou bývala označována skutečnost, že při ekonomicky akceptovatelné spotřebě 15 l/100 km měl poměrně vysoký výkon a přepychovou výbavu značně převyšující standard této objemové třídy, kterou se řadil k úrovni nejdražších automobilů.

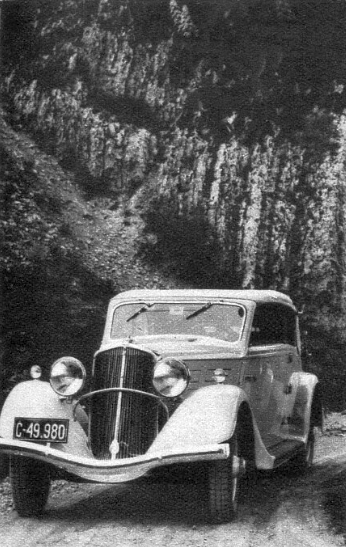
Walter Lord, kabriolet (Letem světem, 4. června 1935)

Továrna Walter nikdy nepatřila ke špičce v celkových počtech prodaných automobilů. Například v roce 1932 bylo vyrobeno 374 automobilů vč. nákladních (217 osobních). Pouze v letech 1933 a 1934 byla výroba vyšší (především díky modelům Junior) a dosáhla 474 resp. 470 osobních automobilů. Od roku 1935 výroba klesala, v roce 1935 to bylo 430 vozů a v roce 1936 jen 179, z toho 101 osobních, 60 nákladních a 14 autobusů. Výroba automobilů Walter Lord i tak zůstala velmi omezená, zřejmě se jednalo o několik desítek kusů a v létě 1936 skončila zcela. Ve dnech 19.-21. listopadu 1936 se dokonce konala v pražských Holešovicích, v ulici U měšťanského pivovaru č.p. 799 veřejná dražba (výprodej) asi 60 osobních, nákladních a dodávkových automobilů Walter. V roce 1937 se již pouze doprodávaly dříve vyrobené - v dražbě neprodané - vozy. Takto skončila celá automobilová výroba firmy Walter s výjimkou nákladních automobilů Walter PN, které se vyráběly pro československou armádu až do roku 1939.

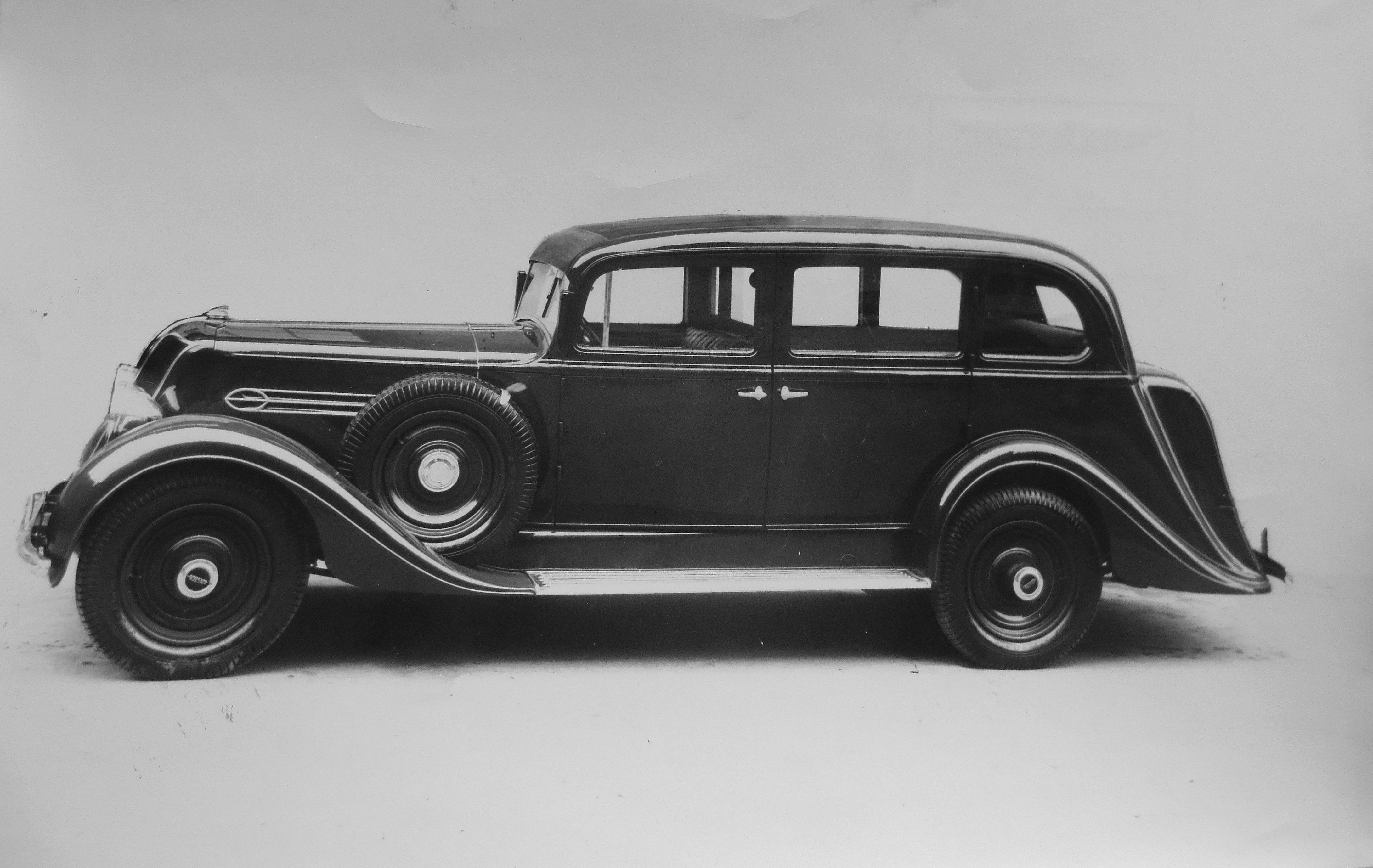
Walter Lord, limuzína (1936)

## Motor
Motor vozu byl spojujícím článkem mezi litrovými Juniory, 1,4 litrovým typem Bijou a více než třílitrovými modely Super 6 a Regent. Zážehový, kapalinou chlazený řadový šestiválec (R6) s tlumičem vibrací, rozvod SV, zdvihový objem 2492 cm³ (některé zdroje uvádějí 2491 cm3), vrtání 72,0 mm, zdvih 102,0 mm, dva ventily/válec, bez přeplňování. Klikový hřídel byl uložen na sedmi ložiscích a byl vybaven tlumičem torzích kmitů. Původní Lord z roku 1932 podával výkon 55 k/40,5 kW při 3300 ot/min. Od roku 1936 byl výkon zvýšen až na 60 k/44,1 kW. Přívod benzínu ke karburátoru Solex 30 VAFD byl řešen membránovým čerpadlem z nádrže o objemu 51 litrů umístěné za zadní nápravou. Karburátor byl vybaven "samostarterem" (sytič) a spořičem paliva. Maximální rychlost 110 km/h.
Mazání motoru bylo jako obvykle tlakové, oběžné. Vodní chlazení s nuceným oběhem přes vodní čerpadlo a chladič. Zapalování bylo dynamo-akumulátorové o napětí 12 V. Vpředu umístěný motor byl spojen přes suchou, jednolamelovou spojku se čtyřstupňovou převodovkou (4+Z) se synchronizací třetího a čtvrtého stupně. Převodovka měla i volnoběh Walter Maybach, který byl ovládán tlačítkem na palubní desce. Pohon zadních kol snad ani nemusíme zdůrazňovat. Vůz měl kapalinové ovládání bubnových brzd se samostatnými okruhy pro přední a zadní nápravu. Mechanická, ruční brzda působila na zadní kola.
Deklarovaný objem válců 2492 cm³ byl těsně pod tehdejší daňovou hranicí 2,5 l. Fiat přitom u téhož motoru udával zdvih 103 mm a tudíž objem 2516 cm³.

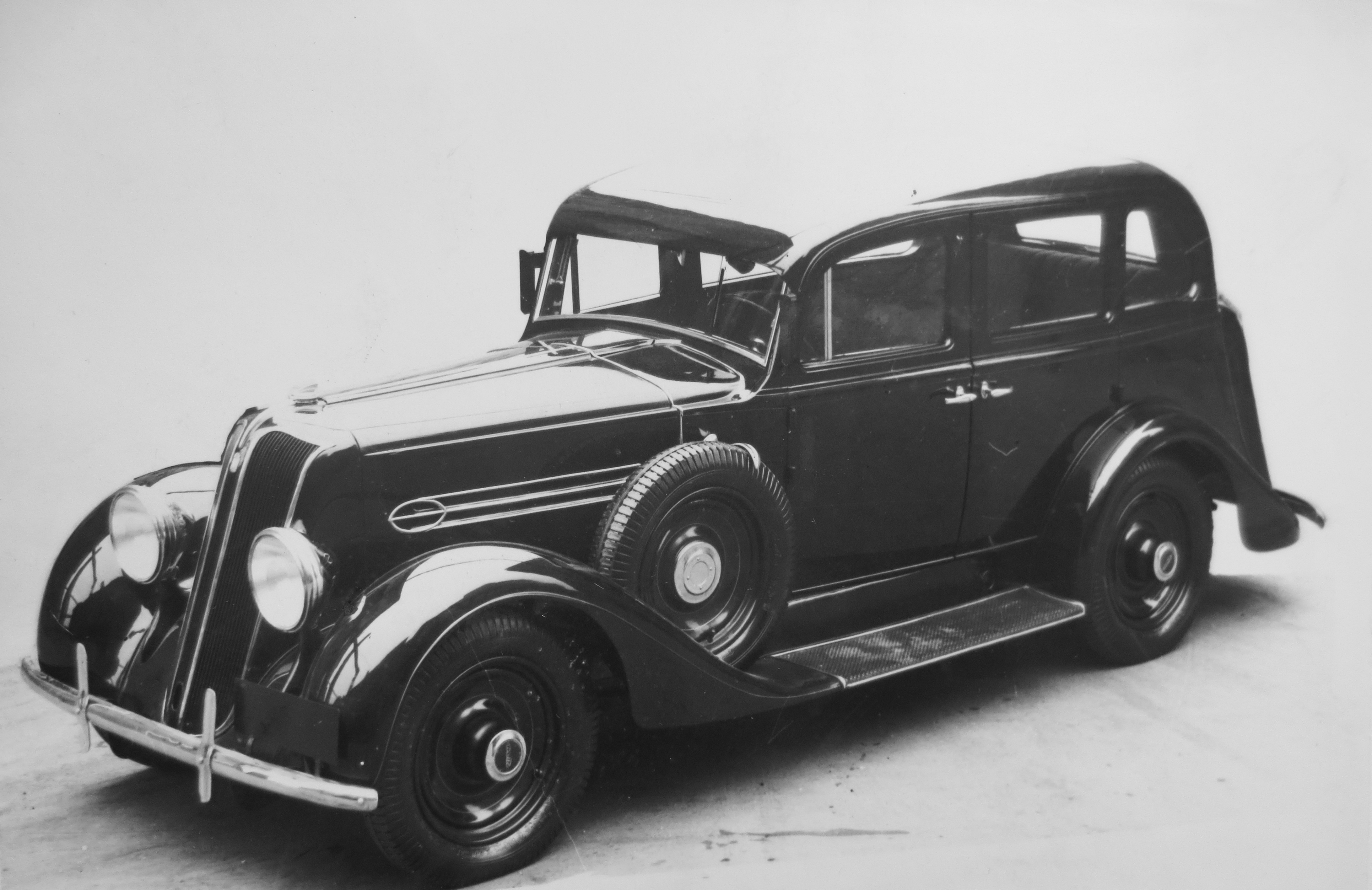
Walter Lord, poslední provedení limuzíny (sedan) z roku 1936

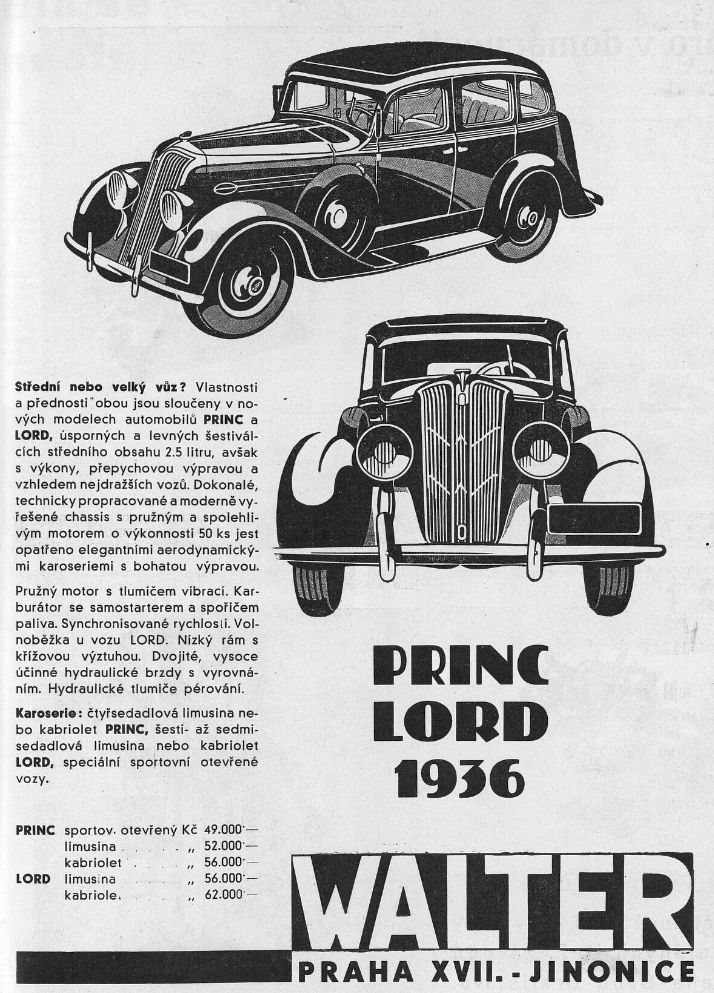
Inzerát Walter Princ a Lord (1936)

## Podvozek
Walter Lord měl ortodoxní, solidní lisovaný rám s centrální výztuhou ve tvaru X zamezující kroucení a tuhé nápravy odpružené podélnými listovými pery, která byla zavěšena na "ložiskách Silentibloc", doplněnými kapalinovými tlumiči. Větší Lord se mohl pochlubit diskovými koly a pneumatikami rozměru 6,00 x 18. Řízení šnekové, volant umístěn vlevo.
Rozměry podvozku: rozvor náprav 3230 mm, rozchod kol vpředu 1410/vzadu 1450 mm, vnější rozměry: délka 4680 mm, šířka 1750 mm, výška 1740 mm, pohotovostní hmotnost 1580 kg. Podvozek Lorda vykazoval hmotnost 1020 kg (tj. o 100 kg více než Princ). Motor měl tichý chod, vůz se snadno ovládal, jen jízdní vlastnosti nebyly právě nejlepší.

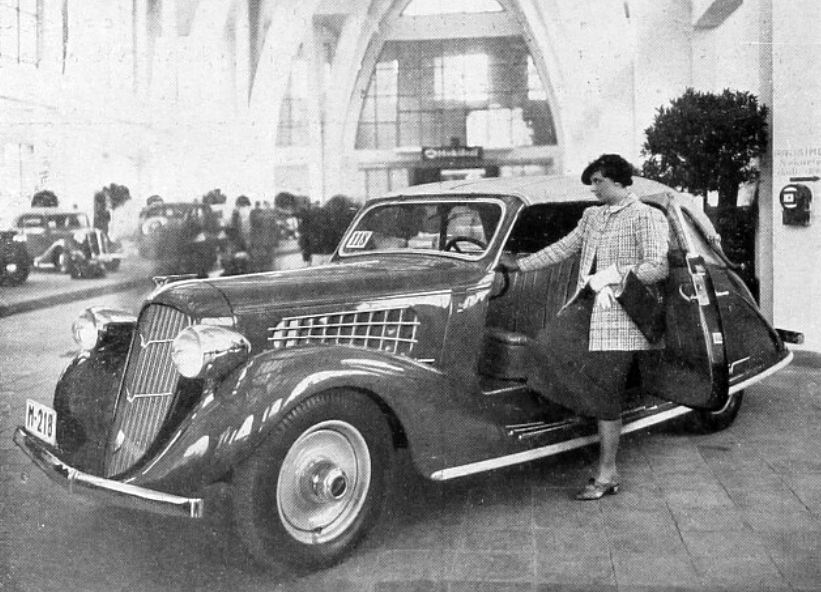
Walter Lord, kabriolet Sodomka na Concours d'Elegance v Brně (1936)

## Karoserie
Provedení karoserie odpovídalo waltrováckým zvyklostem luxusu s bohatou výpravou celého vozu, byť se jednalo pouze o vůz střední kategorie. Aerodynamická karoserie se 6-7 místy k sezení u limuzíny a 5 sedadlová u kabrioletu (se čtyřmi stahovacími okny) s bohatou výpravou a prostorným kufrem. Sedmimístná limuzína Lord navzdory hmotnosti téměř 1600 kilogramů jezdila až 110 km/h. Prostor pro cestující byl v limuzíně oddělen přepážkou (mezi předními a zadními sedadly) a v zadní části byla i možnost využít dvě přídavná, sklápěcí sedadla.
Walter Lord se během výroby (1932-1936) dočkal inovací karosérie. Téměř každým rokem byla na tradičním pražském autosalonu představena nová verze. Nejprve se změny promítly do tvaru splývavé zádě, později k šikmo vpřed skloněné masce chladiče. Takto postupně přešel Lord od mírně „hranaté“ karoserie k líbivým aerodynamickým profilům z let pozdějších. Lord se dočkal – mimo továrních provedení – i řady karosářských úprav specializovanými firmami, oblibu majetné klientely si získaly zejména kabriolety stavěné firmami Sodomka ve Vysokém Mýtě a Petera a synové ve Vrchlabí.
Sbor dobrovolných hasičů z Kamenice nad Lipou vlastní a provozuje unikátní přestavbu tohoto automobilu z roku 1941 na hasičský vůz s čerpadlem Sigmund označený jako Walter Lord AS 15. Automobil byl vyroben v roce 1935 a jako ojetý byl zakoupen za 12 500 Kč od živnostníka z Prahy. Místní všeuměl Čestmír Procházka, člen a strojník hasičského sboru v Kamenici, přestavěl původně limuzínu na automobilovou stříkačku (AS) vybavenou čerpadlem Sigmund o výkonu 1500 l/min. Celkové náklady přestavby činily 55 000 Kč. Další stroj, limuzína z roku 1932 je vystavena v "nálezovém" stavu v Muzeu motorismu ve Znojmě. Na veteránských akcích, zvláště na Soutěži elegance historických automobilů v Roztokách u Prahy, kterou každoročně pořádá Veteran Car Club Praha a Středočeské muzeum, se objevuje velmi zachovalá limuzína Walter Lord z roku 1932. V roce 2017 byl renovován kabriolet Walter Lord z karosárny Petera (1936) společností Renovet s.r.o. z Vysokého Mýta.
V roce 1934 byla limuzína Lord nabízena za 75 000 Kč, od té doby cena pouze klesala. Pro sezónu 1935, což byl poslední rok, kdy se továrna Walter zúčastnila pražského autosalónu, byl uzavřená šestisedadlová "limousina" Lord nabízen za 59 tisíc Kč, kabriolet s patentním skládáním nepromokavé střechy, se synchronizací a volnoběhem stál 68 tisíc Kč. To byly ceny srovnatelné třeba se šestiválci Praga Alfa nebo Škoda Superb. Pro rok 1936 byly ještě sníženy na 56 tis. Kč u limuzíny a na 62 tis. Kč u kabrioletu.

## Sportovní úspěchy
Tento luxusní vůz nebyl určen pro závodní tratě, ale zúčastňoval se nejrůznějších přehlídek krásy a soutěží elegance. V roce 1935 byl oceněn na Soutěži krásných automobilů, která se konala 20. září 1935 v Poděbradech a byla uspořádána Správou poděbradských lázní a místním odborem Ligy čs. motoristů. Za účasti 43 automobilů 16 značek soutěž navštívilo asi 2000 diváků. Walter Lord získal Velkou cenu lázní se zlatou stuhou. A ještě v dubnu 1936 se jeden Walter Lord z karosárny Sodomka zúčastnil VIII. ročníku Concours d'Elegance na zemském výstavišti v Brně. Světlemodrý kabriolet působil velmi úhledně, jak v komentáři zdůraznily Lidové noviny. Paní Marie Hrčková s ním získala zvláštní cenu za nejúčelnější mechaniku kabrioletu. Soutěž a výstavu uspořádal brněnský Moravsko-slezský autoklub (MSAC, Mährischs-Schlesischer Automobil-Club) a jak dodal ilustrovaný magazín Měsíc vycházející v Brně, "v našich poměrech má tato výstava dokonce vyšší důležitost než podzimní autosalony" (v Praze). Navíc "většina zájemců se rozhoduje už na jaře pro koupi nového vozu a vítá příležitost, že může vidět všechny novinky pohromadě. Překrásné výstavní místnosti na zemském výstavišti, které by Brnu mohlo závidět každé velkoměsto, umožňují pořádajícímu Autoklubu velkorysé uspořádání této každoroční přehlídky.

## Galerie

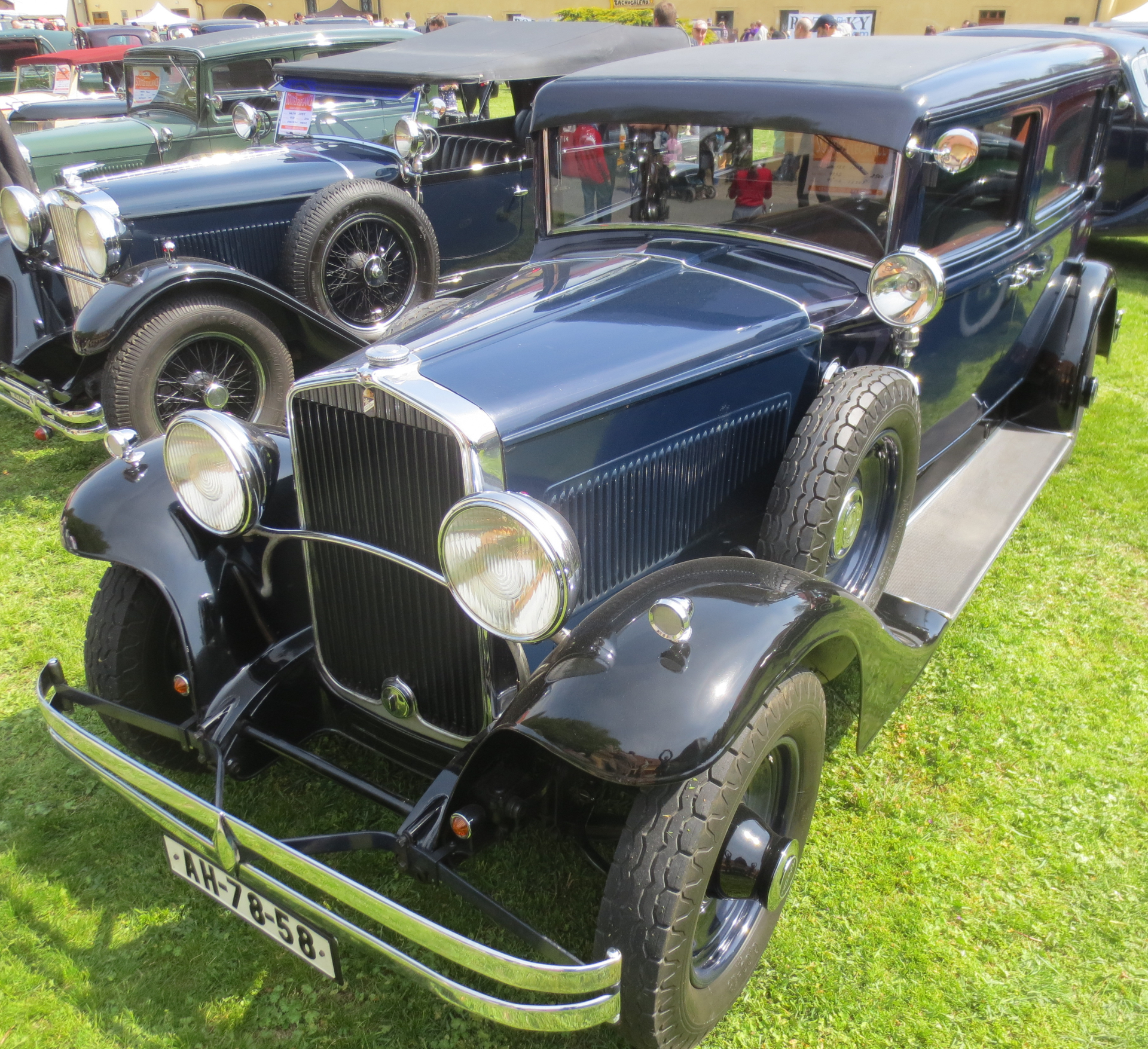
Walter Lord (1932), limuzína v Roztokách 2019
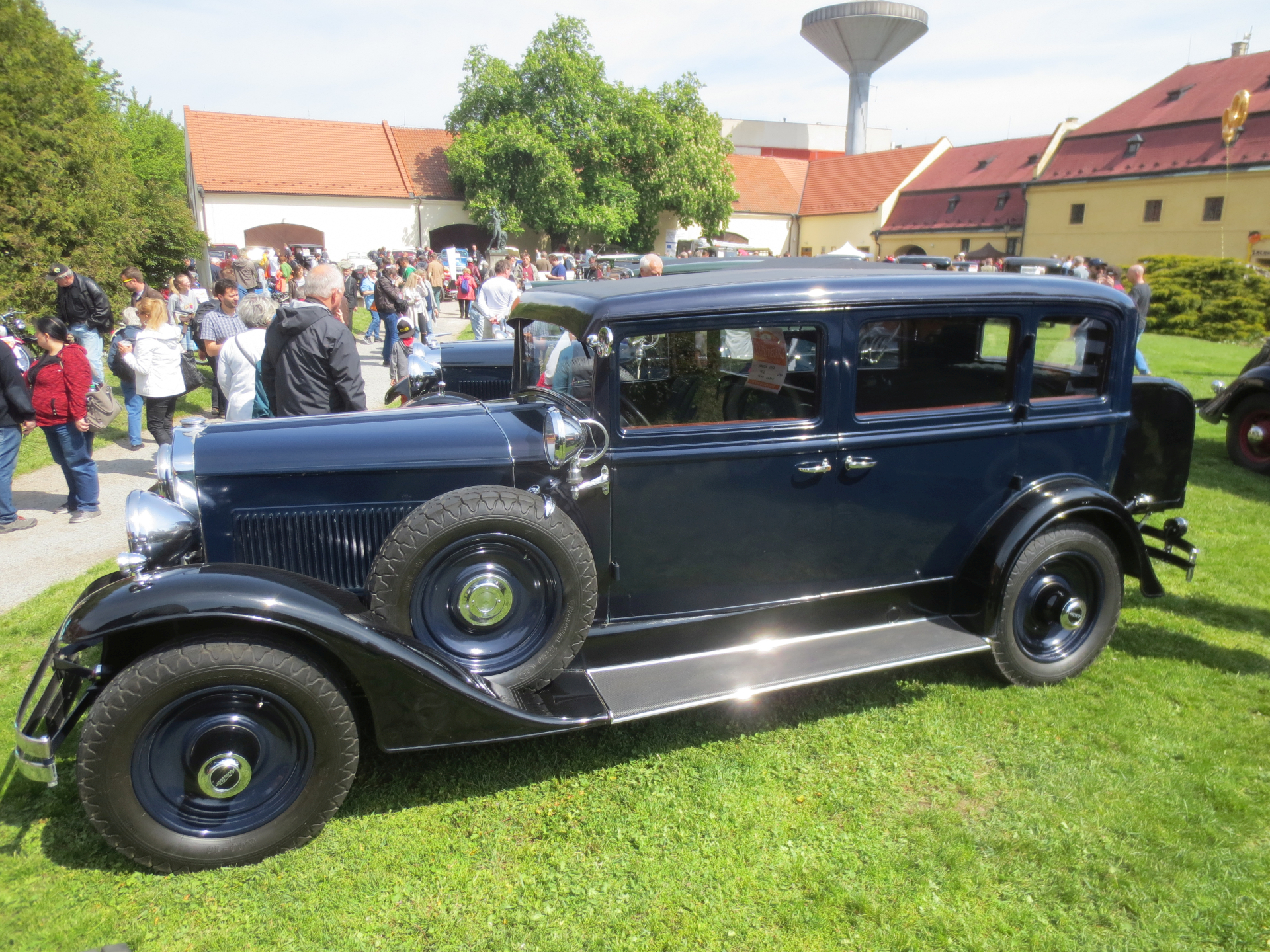
Walter Lord (1932), Roztoky 2019
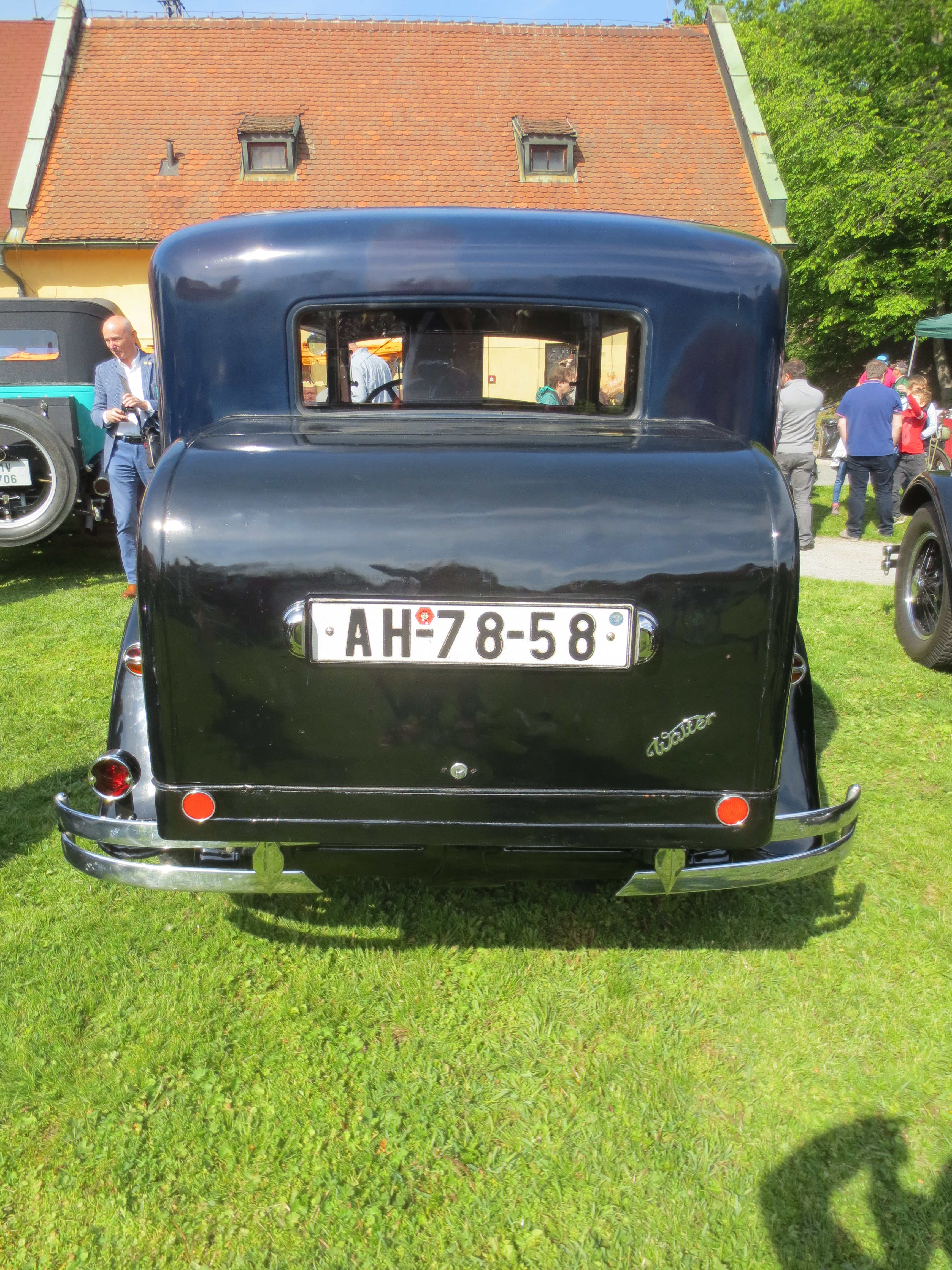
Walter Lord (1932)
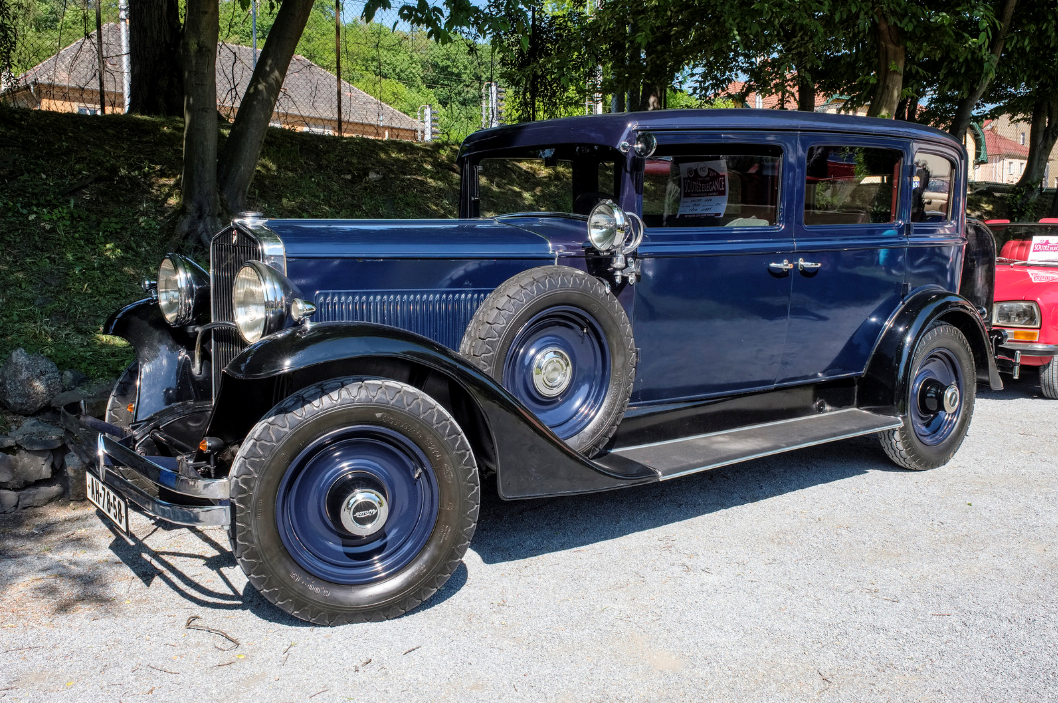
Walter Lord, limuzína (1932) v Roztokách 2018
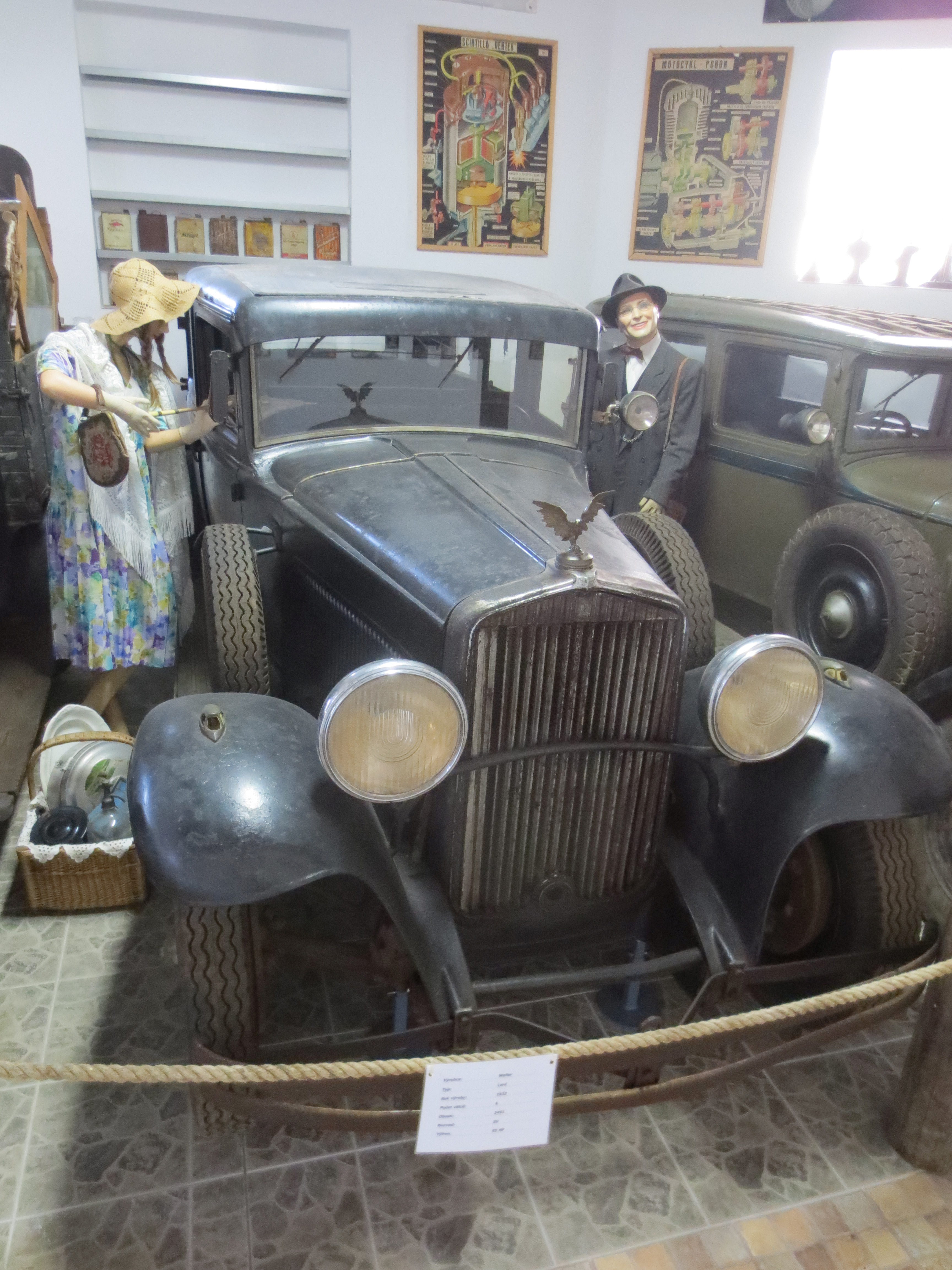
Walter Lord (1932), limuzína v Muzeu motorismu Znojmo 2019
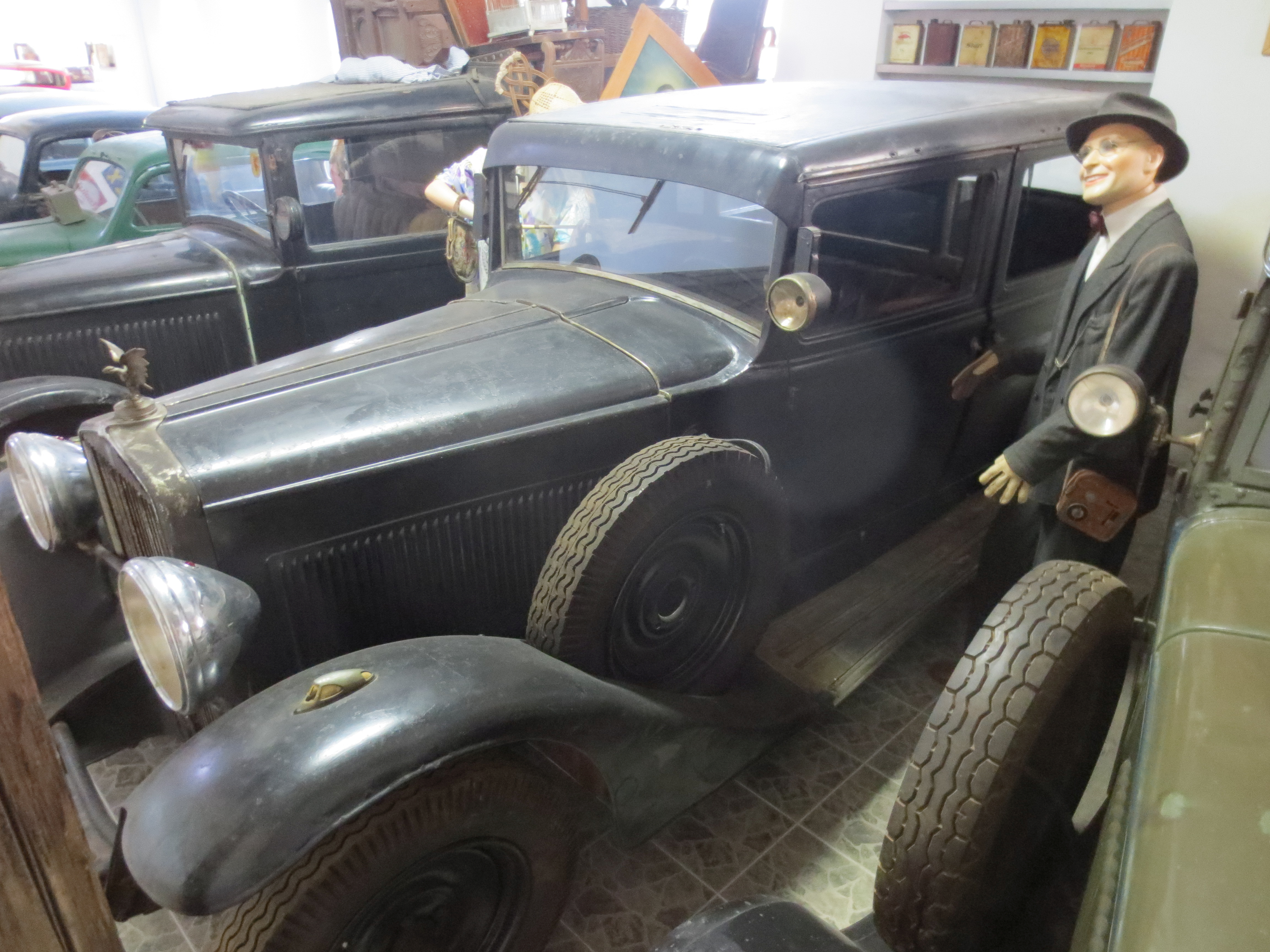
Walter Lord (1932), limuzína v nálezovém stavu
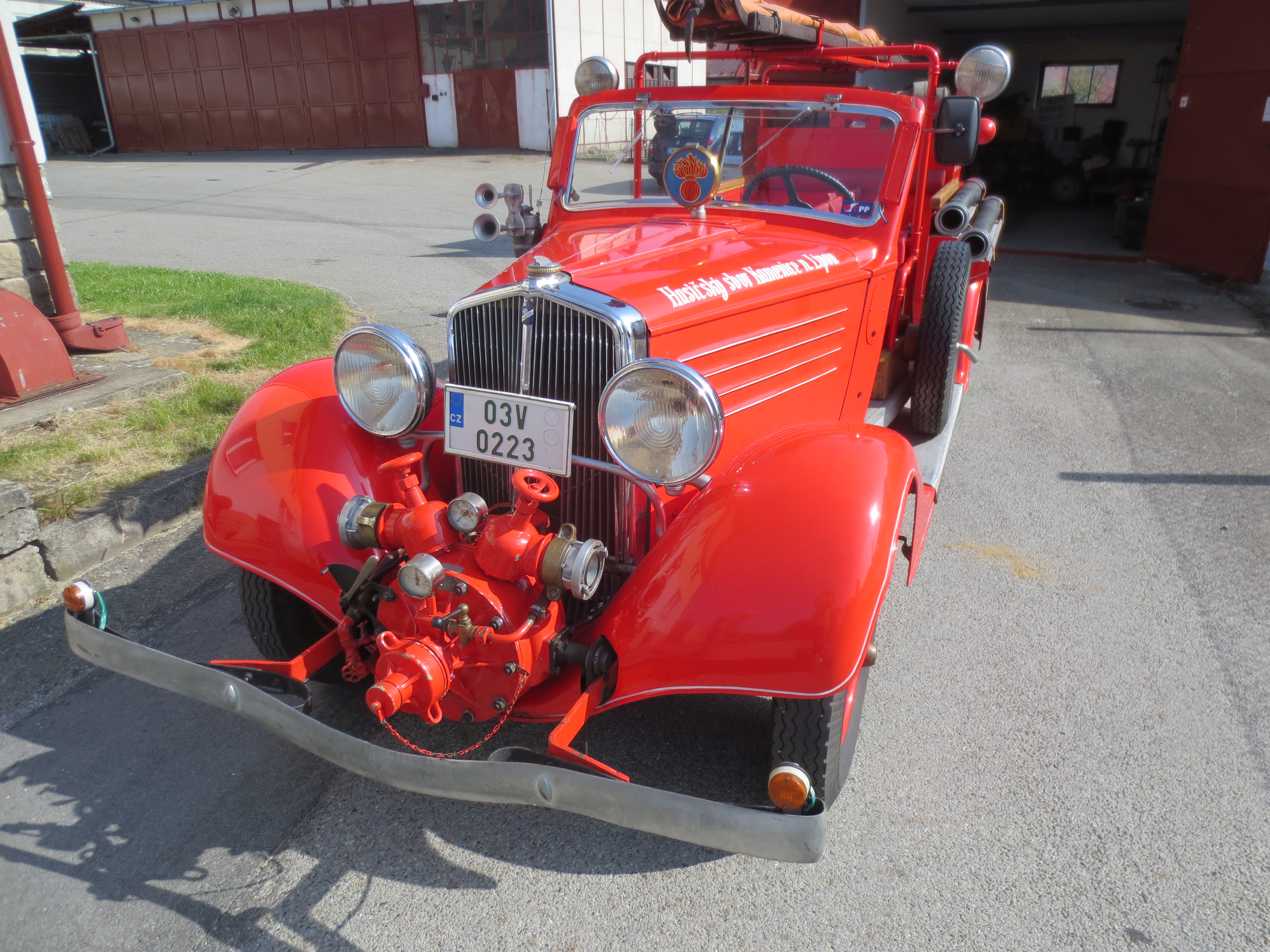
Walter Lord (1935), přestavba na hasičský vůz (1941) v Kamenici n. L. 2019
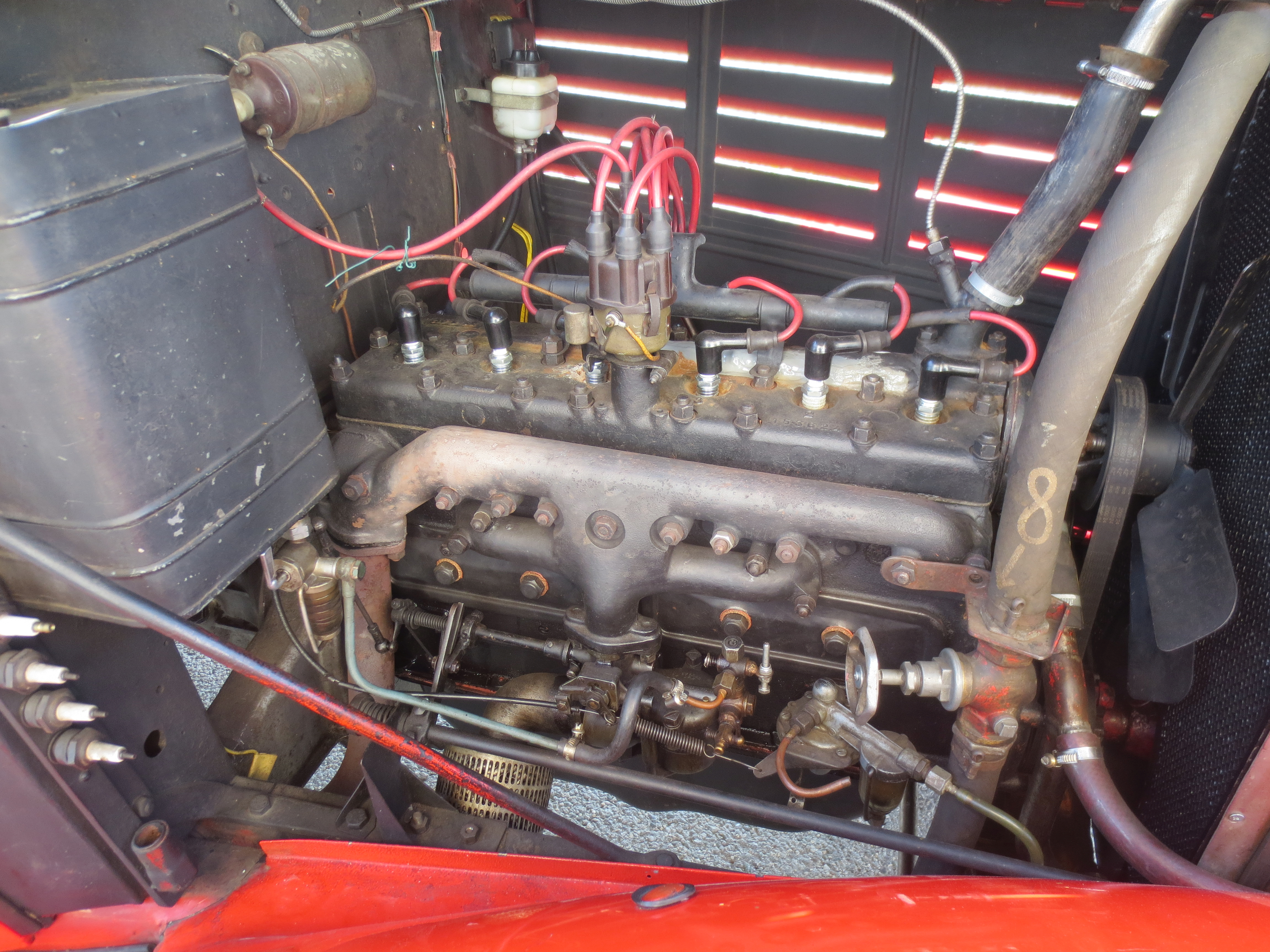
Walter Lord (1935), přestavba na hasičský vůz (1941), pohled na motor
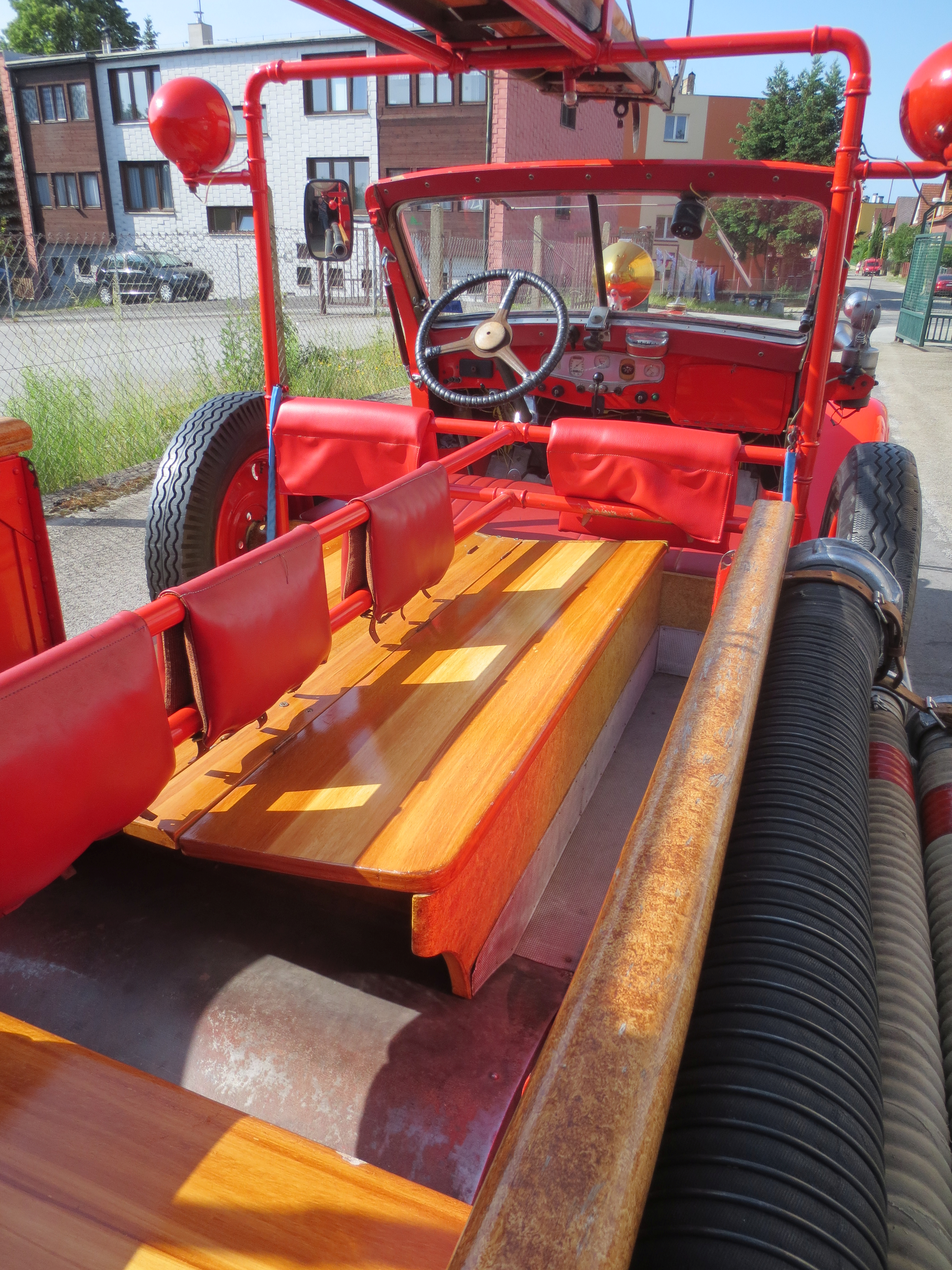
Walter Lord (1935), přestavba na hasičský vůz (1941)